# NGC 5648
NGC 5648 (również NGC 5649, PGC 51840 lub UGC 9330) – galaktyka spiralna (Sbc), znajdująca się w gwiazdozbiorze Wolarza. Jest zaliczana do radiogalaktyk.
Odkrył ją William Herschel 19 marca 1787 roku. 23 maja 1887 roku obserwował ją Guillaume Bigourdan, jednak obliczona przez niego pozycja różniła się od tej z katalogów i w rezultacie uznał, że odkrył nowy obiekt. John Dreyer, zestawiając swój New General Catalogue, również przyjął, że astronomowie ci obserwowali dwa różne obiekty i skatalogował obserwację Herschela jako NGC 5649, a Bigourdana jako NGC 5648. Wiele katalogów i baz obiektów astronomicznych (np. SIMBAD) błędnie przypisuje oznaczenie NGC 5649 sąsiedniej galaktyce, której prawidłowa nazwa to NGC 5655.